# Claudio López
Claudio Javier López, argentinski nogometaš, * 17. julij 1974, Río Tercero, Argentina.
Sodeloval je na nogometnemu delu poletnih olimpijskih iger leta 1996.